# Criminalidade em Bangladesh
O Crime em Bangladesh está presente em várias formas. O crime organizado inclui o narcotráfico, a lavagem de dinheiro, extorsão, homicídio para alugar, fraude etc. Outras operações criminosas estão envolvidos no tráfico de seres humanos, a corrupção, violência política, o terrorismo, sequestro etc.
Segundo estudos da CIA, Bangladesh é um país de trânsito para as drogas ilegais produzidos em países vizinhos.. O Annual Report de 2007 from da International Narcotics Control Board (INCB), reportou Bangladesh como um local de passagem da heroína do Sudeste Asiático para o mercado da Europa. A denúncia observou que as fronteiras não vigiadas entre Bangladesh e Índia contribuem para o tráfico transnacional de entorpecentes.
O tráfico de heroína em Bangladesh é feito em três formas: pelo Paquistão, pela utilização de veículos terrestres ou trens da Índia, bem como por estradas de Mianmar, e por último, por mar (através da Baía de Bengala).
Estima-se que 100 mil pessoas estão envolvidas no tráfico de drogas em Bangladesh.
Um total de 10.331 casos de homicídio foram relatados às autoridades Bangladesh de 2001 a 2003, mostrando um aumento significativo nos últimos anos.
Bangladesh também é considerado um dos países com maior utilização de software pirata da região do Pacífico asiático. Acredita-se que os fornecedores de software perdem cerca de 102 milhões de dólares a cada ano para este mercado negro da falsificação.  As there is no strict law to stop software piracy the business continues to grow.